# Cecilia R. Aragon
Cecilia Rodriguez Aragon (* 1960 in Illinois, Vereinigte Staaten) ist eine US-amerikanische Informatikerin, Autorin, Pilotin und Hochschullehrerin. Sie ist Professorin und Direktorin des Human-Centered Data Science Lab an der University of Washington. Sie forscht im Bereich Human-Centered Data Science, ein interdisziplinärer Bereich, der sich auf die Interaktion zwischen Mensch und Computer, Sozialwissenschaften, Statistik und Computertechniken stützt.

## Leben und Werk
Aragon ist die Tochter von des chilenischen Physikprofessors Sergio Rodríguez und seiner philippinischen Frau Katinka Floro Rodriguez. Sie studierte Mathematik am California Institute of Technology, wo sie einen Bachelor-Abschluss erwarb. An der University of California, Berkeley erhielt sie ihren Master of Science und promovierte dann 2004 bei Marti Hearst mit der Dissertation: Improving Aviation Safety with Information Visualization: Airflow Hazard Display for Helicopter Pilots.
Sie forschte neun Jahre am NASA Ames Research Center und entwickelte Software unter anderem für die Marsmission. Danach war sie 15 Jahre als wissenschaftlicher Mitarbeiterin und Gastdozentin am Lawrence Berkeley National Laboratory (LBNL) tätig. Sie wurde die erste Latina-Professorin an der University of Washington (UW), wo sie in der Abteilung für Human Centered Design and Engineering arbeitet und den UW Data Science Masterstudiengang gründete und mitleitete. Aragon wurde 2013 zur Berkeley Computer Science Distinguished Alumna ernannt.

## Forschung
Ihr Forschungsschwerpunkt liegt auf der menschenzentrierten Datenwissenschaft, einem Gebiet an der Schnittstelle von Mensch-Computer-Interaktion (HCI) und Datenwissenschaft. Ihre Forschungsgruppe entwickelt Software, um Einblicke in umfangreiche und komplexe Datensätze zu ermöglichen. Dabei werden Techniken wie visuelle Analyse (Visualisierung und maschinelles Lernen), Datenwissenschaft, Ethnographie und das Studium soziotechnischer Systeme einschließlich informeller Textkommunikation und sozialer Medien einbezogen. Weitere Projekte umfassen den Einsatz von Computerspielen für kollaboratives naturwissenschaftliches Lernen sowie Themen im Zusammenhang mit Benutzerfreundlichkeit und Nachhaltigkeit.
2005 entwickelte sie als leitende Software-Architektin SUNFALL, ein kollaboratives visuelles Analysesystem für die Nearby Supernova Factory, ein internationales Astrophysik-Experiment und die Supernova-Suche mit dem derzeit größten Datenvolumen. Ihre innovativen Ideen in den Bereichen Bildverarbeitung und maschinelle Lernalgorithmen sowie die Anwendung neuartiger Methoden der Mensch-Computer-Interaktion halfen dem Team, die Projekteffizienz in einigen Bereichen um fast 90 Prozent zu steigern. Für diese Arbeit erhielt sie einen Best Paper Award.
Sie entwickelte ein Augmented-Reality-Visualisierungssystem für Hubschrauberpiloten, das ihre Fähigkeit verbesserte, unter simulierten Gefahrenbedingungen sicher zu landen. Mit Johnson, McGeoch und Schevon führte sie die erste umfassende Evaluierung der simulierten Abkühlung bei kombinatorischen Optimierungsproblemen durch. Zusammen mit Raimund G. Seidel erfand sie den Treap, in denen jeder Knoten sowohl einen Schlüssel als auch eine Priorität hat. Randomisierte Suchbäume verwenden zufällige Prioritäten in Treaps, um eine gute Durchschnittsleistung zu erzielen. Der Treap wird in Produktionsanwendungen eingesetzt, die von drahtlosen Netzwerken über die Speicherzuweisung bis hin zu schnellen parallelen Aggregationssatzoperationen reichen.
Sie ist Autorin oder Co-Autorin von über 130 peer-reviewten Artikeln und über 140 anderen Veröffentlichungen in den Bereichen HCI, Computer Supported Cooperative Work (CSCW), Datenwissenschaft, visuelle Analyse, maschinelles Lernen und Astrophysik.
Sie ist Gründungsmitglied von Latinas in Computing, war Vorstandsmitglied des Committee on the Status of Women in Computing Research (CRA-W) der Computing Research Association, Gründungsmitglied der Computing Sciences Diversity Working Group und des Women in Science Council des Berkeley Lab, Vorsitzende des Entrepreneur and Pioneer Awards-Komitees der IEEE Computer Society, und fungierte als Gutachterin und Programmkomiteemitglied für zahlreiche Informatikkonferenzen.

## Pilotin und Kunstflug-Weltmeisterschaft
Sie war Testpilotin, Kunstflugmeisterin und Medaillengewinnerin bei den Kunstflug-Weltmeisterschaften 1994 und den nationalen Kunstflugmeisterschaften der USA 1993. Sie hält den Rekord für die kürzeste Zeit vom ersten Soloflug in einem Flugzeug bis zur Mitgliedschaft im Kunstflugteam der Vereinigten Staaten mit weniger als sechs Jahren und war die erste Latina, die einen Platz im Team gewann. Sie hat über 5.800 unfallfreie Stunden bei Flugshows und Wettbewerben in den Vereinigten Staaten und in Europa absolviert.
Aragon ist seit 1987 Fluglehrerin und eine Pionierin des Unusual Attitude Recovery Training. 1989 gründete sie eine der ersten Kunstflug- und Spornradflugschulen in der San Francisco Bay Area.
2020 veröffentlichte sie ihre Memoiren Flying Free: My Victory Over Fear to Become the First Latina Pilot on the Us Aerobatic Team, die im September 2020 in der Buchliste des Ms Magazin aufgeführt wurden.

## Auszeichnungen und Ehrungen (Auswahl)
- 2009: Presidential Early Career Award for Scientists and Engineers (PECASE)[8]
- 2013: Distinguished Alumni Award in Computer Science der UC Berkeley
- 2015: HCDE Faculty Innovator in Research Award der University of Washington

## Veröffentlichungen (Auswahl)
- mit R. G. Seidel: Randomized search trees". 30th Annual Symposium on Foundations of Computer Science. Washington, D.C.: IEEE Computer Society Press, 1989, S. 540–45, ISBN 978-0-8186-1982-3. doi:10.1109/SFCS.1989.63531.
- mit Marco Pritoni, Alan K.  Meier, Daniel Perry, Therese Peffer: Energy efficiency and the misuse of programmable thermostats: The effectiveness of crowdsourcing for understanding household behavior. Energy Research & Social Science. 8, 2015, S. 190–197. doi:10.1016/j.erss.2015.06.002
- mit Shion Guha, Marina Kogan, Michael Muller, Gina Neff: Human-Centered Data Science: An Introduction. The MIT Press, 2022, ISBN 978-0-262-54321-7.
- mit Katie Davis: Writers in the Secret Garden: Fanfiction, Youth, and New Forms of Mentoring. MIT Press, 2019,  ISBN 978-0-262-53780-3.
- Flying Free: My Victory Over Fear to Become the First Latina Pilot on the Us Aerobatic Team. BLACKSTONE PUB, 2020, ISBN 978-1-9826-4246-4.